# Sochinsogonia morosa
Sochinsogonia morosa är en insektsart som beskrevs av Young 1986. Sochinsogonia morosa ingår i släktet Sochinsogonia och familjen dvärgstritar. Inga underarter finns listade i Catalogue of Life.